# Violetta Korporowicz-Żmichowska

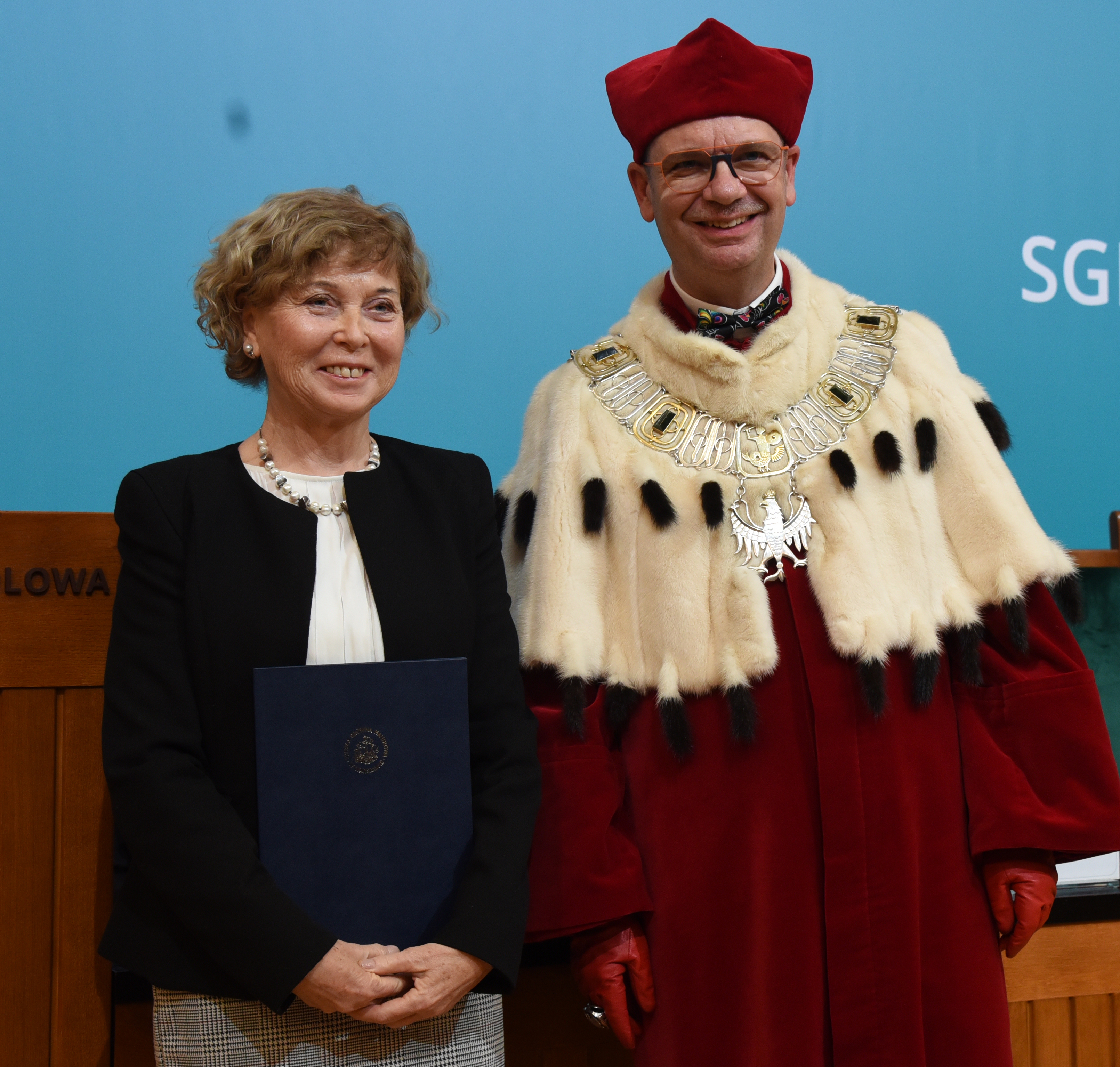
Dr hab. profesor SGH Violetta Korporowicz-Żmichowska i rektor Szkoły Głównej Handlowej dr hab. Piotr Wachowiak, prof. SGH.

Violetta Korporowicz-Żmichowska – ekonomistka, nauczycielka akademicka. Doktor nauk ekonomicznych, doktor habilitowany nauk ekonomicznych, profesor Szkoły Głównej Handlowej w Warszawie – zajmuje się polityką społeczną i publiczną, specjalizuje się w polityce zdrowotnej.

## Życiorys
Studiowała na wydziale Finansów i Statystyki SGPiS (obecnie Szkoły Głównej Handlowej w Warszawie), które ukończyła w 1978. Pracę magisterską poświęconą budowie planu inwestycyjnego napisała pod kierunkiem prof. Eugeniusza Rychlewskiego. W 1994 r. podjęła pracę w Katedrze Ekologii SGH. Obecnie pracuje w Instytucie Gospodarstwa Społecznego Kolegium Ekonomiczno-Społecznego SGH. Pracę doktorską pt. „Ekologiczne uwarunkowania zdrowia” obroniła w 1996 (wyd. 2000). W 2007 r. na podstawie książki pt. „Zdrowie i jego promocja. Kształtowanie przyszłości” habilitowała się. Założycielka i kierowniczka (od 1999 roku) Podyplomowych Studiów Zarządzania Podmiotami Leczniczymi SGH. Promotor dwóch prac doktorskich oraz wielu prac magisterskich i dyplomowych.

## Wybrane wyróżnienia i nagrody
2018 – Medal im. Edwarda Abramowskiego przyznany przez Zarząd Główny Polskiego Towarzystwa Polityki Społecznej
2016 – Nagroda Rektora Szkoły Głównej Handlowej w Warszawie stopnia pierwszego w dziedzinie działalności naukowej (nagroda zespołowa)
2008 – Nagroda Rektora Szkoły Głównej Handlowej w Warszawie stopnia pierwszego w dziedzinie działalności naukowej (nagroda indywidualna)

## Ważniejsze publikacje
- Zrządzanie środowiskiem przyrodniczym w perspektywie public governance, „Studia Ecologiae et Bioethicae” nr 1/2021.
- Health Literacy w kształtowaniu zasobów zdrowotnych (przykład pełnoletniej młodzieży Warszawy), „Polityka Społeczna” nr 9/2020.
- Environmental economics – a modern science with traditions, „Studia Ecologiae et Bioethicae” nr 5/2020.
- Przestrzenne zróżnicowania zachowań zdrowotnych dorosłej młodzieży w województwie mazowieckim, „Studia z Polityki Publicznej” nr 2/2019.
- Zarządzanie progresywne zdrowiem. Metody, Strategie, Metody, Wolters Kluwer, Warszawa 2015 (red.)
- Promocja zdrowia. Kształtowanie przyszłości, wydanie II zmienione i uzupełnione, OW SGH, Warszawa 2008.
- Ekologiczne uwarunkowania zdrowia. Warszawa, Oficyna Wydawnicza SGH 2002.
- Zdrowie jako kategoria społeczno-ekonomiczna, „Gospodarka Narodowa” nr 7-8/2011.